# أتيبايا
أتيبايا هي مدينة، وبلدية في البرازيل، تتبع ساو باولو، بلغ عدد سكانها 111٬300  نسمة، في 2000، تبلغ مساحتها 478٫101 كيلومتر مربع، رمزها البريدي هو 12490.

## الموقع
تشترك في الحدود مع:
- فرانكو دا روشا
- Bom Jesus dos Perdões [الإنجليزية]‏
- Piracaia [الإنجليزية]‏
- Jarinu [الإنجليزية]‏
- فرانسيسكو موراتو
- كامبو ليمبو باوليستا.

## أعلام
- لويز بوينو
- أليكس باولو مينيزيس سانتانا